# 12 groszy
12 groszy – solowy album Kazika. Nagrań dokonano w piwnicy Oddalenie i w studiu Hard przy ulicy Kredytowej w Warszawie.
Nagrania uzyskały status platynowej płyty.

## Lista utworów
Opracowano na podstawie materiału źródłowego:
1. „12 Groszy”
2. „Maciek, ja tylko żartowałem”
3. „Zagubiłem się w mieście 1”
4. „Mój los”
5. „Gdy mam co chcę, wtedy więcej chcę”
6. „W obliczu końca”
7. „Sztos”
8. „Spowiedź święta”
9. „O, kuchwa”
10. „Przesłuchiwałem całą noc”
11. „Zagubiłem się w mieście 2”
12. „Inwazja waranów”
13. „Jak bardzo możesz zmienić się, by zmienić swą muzykę”
14. „L.O.V.E.”
15. „Nie mam nogi”
16. „Nie ma towaru w mieście”
17. „Idę tam gdzie idę”
18. „Zagubiłem się w mieście 3”
19. „I've got a feeling inside of me”

## Muzycy
- Kazik Staszewski – wokal, sampler, saksofon
- Sławomir Pietrzak – gitary, pianino, wokal
- Adam „Burza” Burzyński – gitara
- Andrzej Rewak – klawisze
- DJ Feel-X – skrecze
- Jerzy Mazzoll – klarnet, klarnet basowy, saksofon tenorowy
- Andrzej Szymańczak – perkusja
- Irek Wereński – bas
- Tomasz Gwinciński – perkusja w utworze „Sztos”

Kompozycje
- słowa: Kazik Staszewski oprócz:
- 19 – Brian James
- muzyka: Kazik Staszewski oprócz:
- 2, 6, 7 i 19 – Kazik Staszewski i Sławomir Pietrzak